# 克里斯多福·黑格
克里斯多福·黑格是英國的史學家，專門研究英國宗教改革的宗教和政治面向。他在2009年退休之前，是牛津大學的大學講座教授。 他曾就讀於剑桥大学丘吉尔学院和曼徹斯特大學。

## 作品
“都鐸王朝蘭開夏郡的宗教改革與反抗”，劍橋大學出版社 1975年
- “英國宗教改革新見”，劍橋大學出版社，1987
- “英國宗教改革：都鐸王朝下的宗教，政治和社會”，牛津大學出版社，1993

“伊麗莎白一世”，倫敦，1998年
- “英國宗教改革的成功和失敗”，過去與現在。Vol 173 (1) (2001) pp. 28-49

## 外部連結
- 克里斯多福·黑格的網站 （页面存档备份，存于）